# Relectio de Indis
La Relectio de Indis è un'opera scritta nel 1538 dal domenicano spagnolo Francisco de Vitoria, tra i padri fondatori del diritto internazionale. 

## Struttura e temi
In quest'opera Vitoria formulò i titoli legali per legittimare l'occupazione spagnola in America. Nella seconda Rielezione,inoltre, sviluppa una teoria generale del diritto alla guerra. La sua esposizione è divisa in quattro proposizioni: legalità della guerra per i cristiani, autorità competente a dichiarare e fare guerra, giuste cause di guerra e atti leciti contro il nemico in guerra. 

### La legalità della guerra per i cristiani
Vitoria stabilisce la distinzione tra dichiarazioni di precetto e dichiarazioni di consiglio. Come precetto accetta che la guerra sia vietata ai cristiani dalle Sacre Scritture. A titolo di consiglio, sostiene che è lecito ai cristiani fare la guerra, per cui si basa sulle parole che San Giovanni Battista rivolge ai soldati: non maltrattate né fate del male e, secondo Sant' Agostino commento a queste: «Se la religione cristiana avesse proibito totalmente le guerre, sarebbe stato loro ordinato di deporre le armi. Poi, citando il Vangelo e San Tommaso d'Aquino, passa a dimostrare la legalità della guerra difensiva e offensiva. È legale respingere l'aggressione con la forza e la pretesa legale per un danno subito

### L'autorità competente a dichiarare e dichiarare la guerra
Vitoria divide questa proposizione in tre argomenti. In primo luogo afferma che ogni individuo può fare la guerra difensiva e non solo per difendere se stesso ma anche i suoi beni e le sue cose. In secondo luogo afferma che ogni repubblica ha il diritto di dichiarare e fare la guerra e in terzo luogo dice che il principe ne ha il diritto stessa autorità della repubblica. 

### Le Giuste cause della guerra
Secondo Vitoria l'unica causa giusta di guerra, nel rispetto del principio di proporzionalità dei mezzi, è il danno subito. Egli basa la sua affermazione sulla definizione di guerra giusta data da Sant'Agostino: "Le guerre giuste si definiscono solitamente dicendo che sono quelle in cui si dà soddisfazione per le offese, se una città o una nazione che non si preoccupa di riparare i danni deve essere punito." danno cagionato dai suoi sudditi o restituire quanto ingiustamente preso.

### Atti leciti contro il nemico in una guerra giusta
La guerra giusta è suddivisa in diverse opzioni o parti, tra cui:
- Prima proposizione: In guerra è lecito fare tutto il necessario per difendere il bene pubblico.
- Seconda proposizione: È lecito recuperare le cose perdute e i loro interessi.
- Terza proposizione: È lecito risarcirsi con i beni del nemico le spese della guerra e tutti i danni da lui cagionati ingiustamente.
- Quarta proposizione: Il principe che intraprende una guerra giusta potrà fare tutto ciò che è necessario per mantenere la pace e la sicurezza contro i suoi nemici.
- Quinta proposizione: Ottenuta la vittoria, le cose si ristabiliranno e la pace sarà assicurata, si potrà vendicare l'offesa ricevuta dai nemici ed essi potranno essere puniti per le ingiurie inflitte.

## Riflessioni sulle proposizioni
Secondo Vitoria, la semplice convinzione del principe che una causa sia giusta non è sufficiente per fare una guerra, poiché se così fosse, la guerra sarebbe giusta per entrambe le parti in conflitto. Consiglia quindi di rivedere la giustizia e le sue cause, nonché le ragioni addotte dagli avversari. D'altra parte, se i sudditi sono consapevoli dell'ingiustizia di una guerra, non è loro lecito parteciparvi, nemmeno per ordine del principe. questo in virtù dell’illegalità dell’uccisione di persone innocenti. Questa preoccupazione per la giustizia di guerra costringe i consiglieri del re a esaminare le cause di una guerra giusta poiché se avviene una guerra ingiusta, sembrerebbe avere il loro consenso poiché "a ciascuno viene imputato ciò che può e deve impedirla se non lo impedisce." Poi, Vitoria riflette sul caso in cui entrambe le parti belligeranti hanno ragioni apparenti e probabili ed elenca alcune regole pratiche per una situazione del genere e si interroga sulla possibilità che una guerra sia giusta per entrambe le parti, cosa che risolve affermando che tale probabilità ciò avverrebbe solo in caso di ignoranza "perché se è stabilita la giustizia dell'altra parte, non è legale offendersi o difendersi contro di lei". Si chiede poi se sia legale uccidere persone innocenti in una guerra giusta, al che risponde che non è mai legale uccidere un innocente con intenzione diretta ma può essere spogliato di armi, navi e macchine. 

## Influsso dell'opera
L'opera di Vitoria, per le tematiche trattate, ha esercitato un importante influsso anche nei secoli successivi. 